# 曹盾
曹盾（1972年1月12日—），男，陕西西安人，中国摄影、导演、编剧。摄影代表作有《金粉世家》、《蜗居》、《失恋33天》等，导演代表作有《裸婚时代》、《九州·海上牧云记》、《长安十二时辰》等。

## 影视作品

### 摄影作品
- 《100个》
- 《金粉世家》
- 《天堂的眼睛》
- 《王贵与安娜》
- 《蜗居》
- 《失恋33天》

### 导演作品
- 《裸婚时代》(2011)
- 《时尚女编辑》(2012)
- 《小儿难养》(2013)
- 《毕业歌》(2015)
- 《九州·海上牧云记》(2017)
- 《长安十二时辰》(2019)
- 《爱上你治愈我》(2019)
- 《在一起•救护者》(2020)
- 《猎狼者》(2021)
- 《您好！母亲大人》(2021)
- 《和平之舟》(2021)
- 《你安全吗？》(2022)
- 《长安的荔枝》(2025)
- 《华山论剑》(待播)
- 《夜不收》(待播)
- 《城墙之上》(待播)
- 《广州十三行》(待播)